# Côm Fleury
Côm Fleury (danh pháp khoa học: Elaeocarpus fleuryi) là một loài thực vật có hoa trong họ Côm. Loài này được A.Chev. ex Gagnep. mô tả khoa học đầu tiên năm 1943.